# Bénédicte (dessinatrice)
 (décembre 2018).
Pour les articles homonymes, voir Bénédicte.
Bénédicte, de son vrai nom Bénédicte Sambo née Thiémard à Lausanne le 6 juin 1972, est une dessinatrice suisse de presse et de bande dessinée.

## Biographie
Bénédicte Sambo est née de parents fribourgeois et valaisan. Elle s'est formée à l'École de recherche graphique de Bruxelles de 1992 à 1996,.
Elle donne des cours de dessin à l'École romande d'art et de communication (ERACOM, Lausanne) et à l'École supérieure d'art et de mode (Canvas, Bussigny-près-Lausanne). Puis en 2005, elle déménage à Genève où elle travaille d'abord comme animatrice, puis donne des cours de dessin à l'école suédoise de Genève jusqu'en 2011.

## Travaux
Bénédicte illustre les livres-conférences de la psychopédagogue Martine Bovay.
Elle publie dans des revues satiriques romandes : Saturne (2004-2006), 1er degré de Mix & Remix (2006) et à partir de 2010, elle collabore à l’hebdomadaire satirique Vigousse. 
Bénédicte travaille de 2011 à 2014 avec Le Courrier (une fois, puis deux fois par semaine) avant de succéder à Raymond Burki à la rédaction de 24 heures (trois fois par semaine),. De 2013 à 2017, elle dessine également pour L'Hebdo, jusqu'à la disparition du magazine.
En 2019, parait l'album Du Lourd (Éditions du Roc).

## Publications
- Bénédicte, 101 dessins de presse de Bénédicte, Genève, Nouvelle association du Courrier, 2014, 112 p. (ISBN 978-2-8399-1398-0)

- Bénédicte, Bénédicte 1, Lausanne, 24 heures, 2015, 112 p. (ISBN 978-2-9701074-1-5)

- Bénédicte, Du Lourd ![5], Lausanne, Éditions du Roc, 2019, 48 p. (ISBN 978-2-9701312-1-2)

- Bénédicte, Bénédicte 2, Lausanne, 24 heures, 2020, 116 p. (ISBN 978-2-88295-898-3)